# Distrito de Bagpat
Bagpat (en hindi; बाग़पत ज़िला, urdu; باغپت ضلع) es un distrito de India en el estado de Uttar Pradesh. Código ISO: IN.UP.BG.
Comprende una superficie de 1 321 km².
El centro administrativo es la ciudad de Bagpat.

## Demografía
Según censo 2011 contaba con una población total de 1 302 156 habitantes.